# Homosexualität in Rumänien

Geografische Lage von Rumänien

Rumänien ist hinsichtlich des Themas Homosexualität ein eher gesellschaftlich konservatives osteuropäisches Land.
Dennoch wird Homosexualität in einigen Großstädten zunehmend akzeptiert.

## Legalität
Homosexualität wurde 1996 im Privatbereich legalisiert. Erst 2001 wurde durch eine Entscheidung des Europäischen Gerichtshofes für Menschenrechte Artikel 200 des rumänischen Strafgesetzbuches aufgehoben, der öffentliche Erscheinungsformen von Homosexualität bestrafte. Homosexualität ist im Schutzalter der Heterosexualität gleichgestellt und das Schutzalter wurde 2002 auf 15 Jahre angeglichen.

## Antidiskriminierungsgesetze
Seit 2000 besteht auf gesetzlicher Ebene ein Antidiskriminierungsgesetz, das eine Diskriminierung aufgrund sexueller Orientierung in den Bereichen Beschäftigung, Bildung, Eigentum, Gesundheitswesen sowie bezüglich des Zugangs zu Waren und Dienstleistungen verbietet. Das Gesetz erging als Umsetzung der Antidiskriminierungsvorschriften der Europäischen Union. Homosexuelle Menschen können in der Armee dienen.

## Anerkennung gleichgeschlechtlicher Partnerschaften
In Rumänien ist weder eine gleichgeschlechtliche Ehe noch eine eingetragene Partnerschaft gesetzlich zugelassen. Eine gesetzliche Anerkennung gleichgeschlechtlicher Paare staatlicherseits steht bisher aus.
Im März 2014 scheiterte ein Gesetzentwurf zur Einführung einer eingetragenen Partnerschaft in Rumänien. Die „Koalition für die Familie“, ein Bündnis aus 23 Organisationen, unterstützt durch die orthodoxe Kirche Rumäniens, sammelte vom Januar 2016 bis Juni 2016 etwa 3 Millionen Stimmen, um ein Referendum herbeizuführen, womit die gleichgeschlechtliche Ehe in der Verfassung verboten werden soll. Im März 2018 kündigte der sozialdemokratische Parteivorsitzende Liviu Dragnea an, dass die regierenden Sozialdemokraten in Rumänien ein Lebenspartnerschaftsinstitut für homosexuelle Paare ermöglichen wollen. Das am 6./7. Oktober 2018 abgehaltene Verfassungsreferendum in Rumänien 2018 zur Definition des Ehebegriffs in der Rumänischen Verfassung erreichte nicht das notwendige Quorum von 30 Prozent.

### Europäischer Gerichtshof für Menschenrechte
Der Europäische Gerichtshof für Menschenrechte gab 2023 einem homosexuellen Paare Recht, das geklagt hatte, weil es dort keine Möglichkeit zur Eintragung einer gleichgeschlechtlichen Partnerschaft gibt.

## Gesellschaftliche Situation

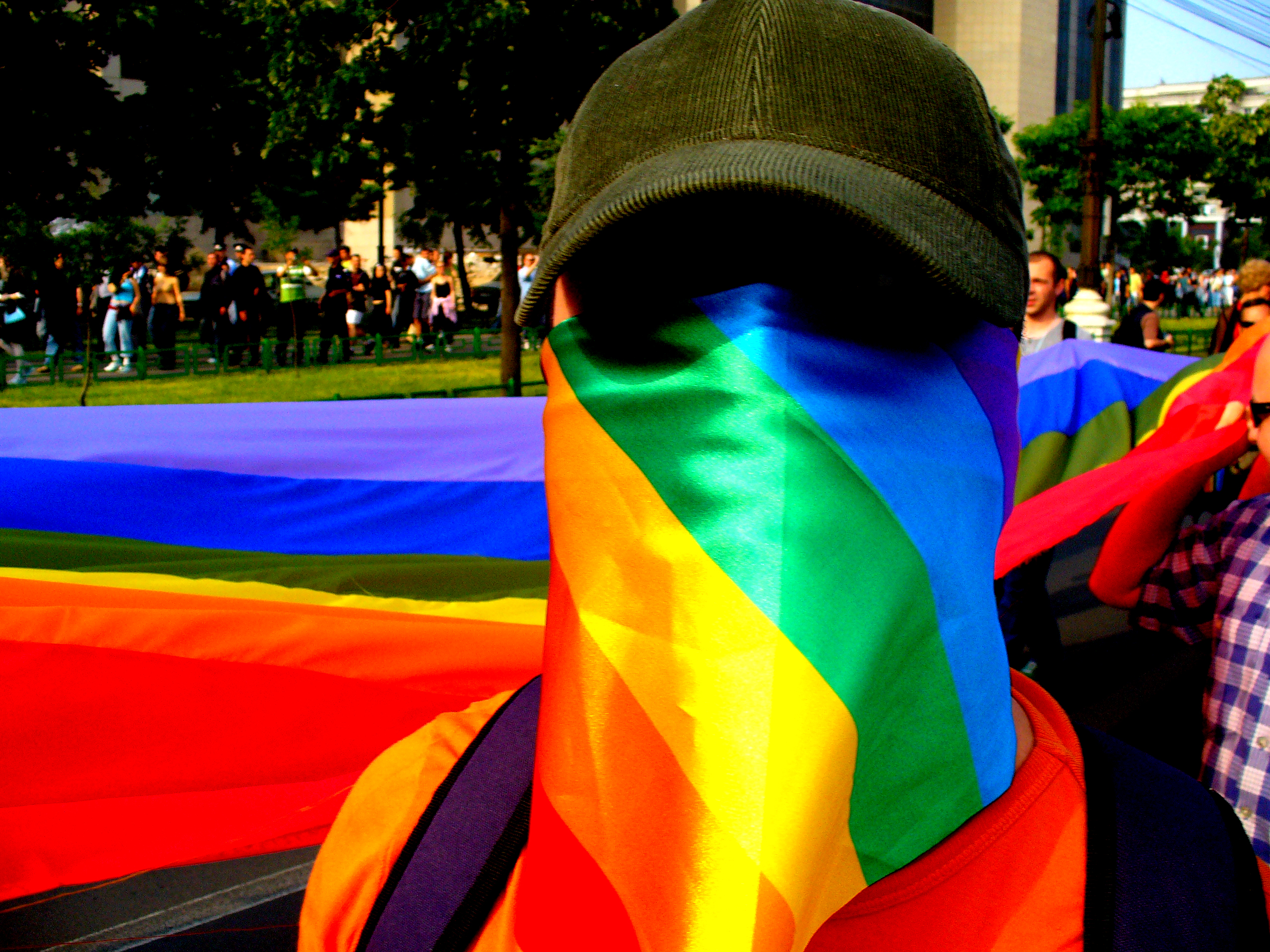
Teilnehmer beim GayFest Bukarest 2006

Rumänien gehört zu den Staaten in Osteuropa, in denen Homosexualität zunehmend in den Medien thematisiert wird. Eine LGBT-Community findet sich vorrangig in der Hauptstadt Bukarest, wo erst seit 2005 ein CSD stattfinden konnte.